# 明石市立王子小学校
明石市立王子小学校（あかししりつ おうじしょうがっこう）は、兵庫県明石市にある公立小学校である。2022年度（令和4年度）現在の児童数は382名となっている。

## 概要
王子小学校は、JR明石駅から北西に約1.5キロメートル、山陽電鉄西新町駅から北に約830メートルに位置し、東側には明石川や明石公園、北には県立がんセンター・兵庫県立大学、兵庫県農業技術発祥の地がある明石西公園や神戸西テニスコート、西側には国道175号、南側には国道2号が通る住宅地である。

## 沿革
- 1938年（昭和13年）9月1日 - 明石市立王子尋常小学校創立。
- 1941年（昭和16年）4月1日 - 明石市立王子国民学校と改称。
- 1947年（昭和22年）4月1日 - 明石市立王子小学校と改称。
- 1957年（昭和32年）9月19日 - 校歌制定。
- 1970年（昭和45年）7月15日 - プール完成。
- 1977年（昭和52年）3月25日 - 体育館完成。
- 1995年（平成7年）1月17日 - 兵庫県南部地震発生で校舎被害。1月17日から1月21日まで臨時休校。4月16日まで避難所を開設。
- 1998年（平成10年）12月9日 - 体育館大規模改修工事完了。
- 2007年（平成19年）4月1日 - 王子コミュニティ・センター事務所開設。
- 2009年（平成21年）3月 - プール改築工事完了。
- 2009年（平成21年）12月 - 東校舎耐震工事終了。

## 通学区域
王子小学校の通学区域は以下。
- 明石市
  - 西新町一丁目から三丁目。
  - 北王子町。
  - 王子一丁目から二丁目。
  - 南王子町の一部。
  - 大道町一丁目から二丁目、硯町一丁目、和坂稲荷町。

## 進学先中学校
ほとんどの児童は明石市立衣川中学校へ進学するが、国私立中学校へ進学する児童もいる。

## 校区内の主な施設
- 王子小コミュニティ・センター
- 衣川コミュニティ・センター
- 兵庫県立がんセンター
- 兵庫県中央こども家庭センター（児童相談所）
- 兵庫県立大学明石看護キャンパス
- 明石川浄水場

## アクセス
- 鉄道
  - 山陽電鉄西新町駅から北へ830メートル
  - JR明石駅から北西に約1.5キロメートル
- 路線バス
  - JR明石駅、西明石駅から神姫バスで北王子町バス停下車

## 通学区域が隣接している学校
- 明石市立和坂小学校
- 明石市立花園小学校
- 明石市立貴崎小学校
- 明石市立林小学校
- 明石市立大観小学校
- 明石市立明石小学校
- 神戸市立高津橋小学校
- 神戸市立枝吉小学校

## 著名な出身者
- 櫻井慎也（声優）